# Ravensberger Straße 4 (Stralsund)
Das Haus mit der postalischen Adresse Ravensberger Straße 4 ist ein unter Denkmalschutz stehendes Gebäude in der Ravensberger Straße im Stadtgebiet Altstadt in Stralsund.

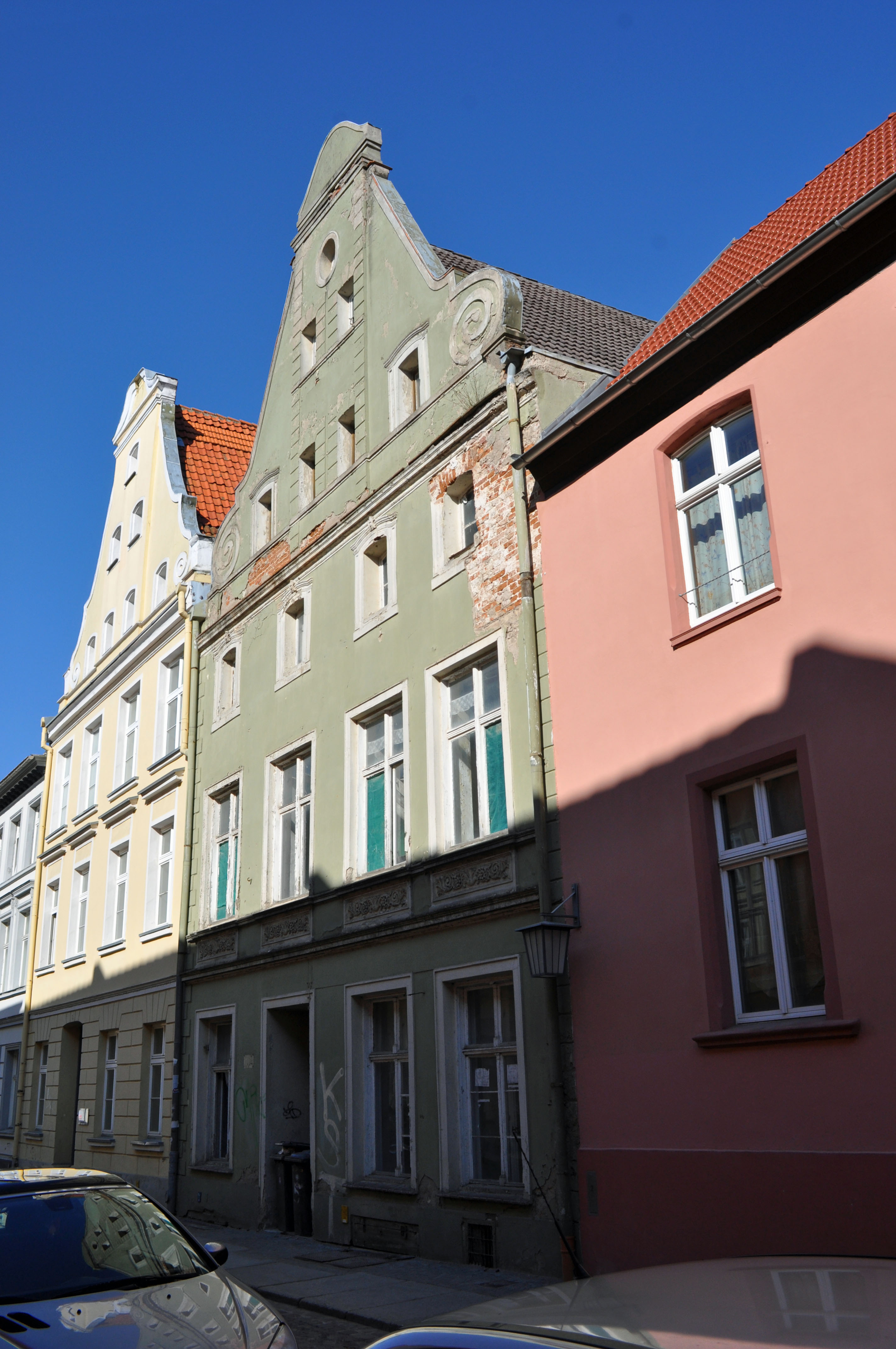
Haus Ravensburger Straße 4 in Stralsund (2012)

## Beschreibung und Lage
Das zweieinhalbgeschossige, vierachsige Giebelhaus wurde zu Beginn des 18. Jahrhunderts errichtet. Die Stadt Stralsund errichtete das Haus als Wohnhaus für ihre Syndikusse.
Die Fassade ist verputzt und weist rustizierte Gebäudekanten auf. Der Volutengiebel ist mittels rustizierter, die beiden Mittelachsen flankierende Lisenen gegliedert. Die mit Stuckornamentik versehenen Putzspiegel unter den Fenstern des ersten Obergeschosses wurden im 19. Jahrhundert angebracht.
Ein zweigeschossiger Kemladen in Fachwerkbauweise schließt auf der Rückseite des Gebäudes an.
Das Haus steht im Kerngebiet des von der UNESCO als Weltkulturerbe anerkannten Stadtgebietes des Kulturgutes Historische Altstädte Stralsund und Wismar. es ist in die Liste der Baudenkmale in Stralsund eingetragen.